# Goda
Foreningen GODA er grundlagt af og finansieret af Bryggeriforeningen, Foreningen af Danske Spiritusfabrikanter og Vin og Spiritus organisationen i Danmark (V.S.O.D.). GODA er en forkortelse for god alkoholkultur.
GODA blev nedlagt i 2018.